# Венгерская эсперанто-ассоциация
Венгерская Эсперанто-Ассоциация (эсп. Hungaria Esperanto-Asocio, HEA, венг. Magyarországi Eszperantó Szövetség, MESZ) — национальная организация эсперантистов Венгрии, созданная в 1960 году в качестве преемника первой ассоциации венгерских эсперантистов, созданной в 1911 году в Австро-Венгрии.
В 1960—1991 называлась венг. Magyar Eszperantó Szövetség.

## История
Первая организация эсперантистов (эсп. Hungarlanda Esperanto-Societo) возникла в Австро-Венгрии в 1911 году, в 1913 году было создано «Венгерское общество рабочих-эсперантистов» (эсп. Hungara Esperantista Societo Laborista), а в 1912 году прошёл первый венгерский эсперанто-конгресс в Будапеште. После обретения Венгрией независимости, в 1920−1930-х годах язык эсперанто в ней пользовался большой популярностью, несмотря на недоброжелательное отношение к нему отдельных чиновников режима Хорти. В 1929 году в Будапеште состоялся 21-й Всемирный конгресс эсперантистов, в котором приняло участие 1256 эсперантистов из 33 стран. Во второй половине 1934 года будапештским издательством «Literatura Mondo» («Литературный мир») была издана «Энциклопедия эсперанто» — один из наиболее полных источников по истории раннего эсперанто-движения. Главными редакторами общей части выступили венгерские эсперантисты Лайош Кокень и Вильмош Блейер; статьи, посвящённые языковым вопросам, редактировал Кальман Калочаи.

Дьюла Баги

Многие венгерские эсперантисты внесли вклад в развитие литературы на эсперанто, среди них — известные поэты Д. Баги и К. Калочаи, а участник эсперанто-движения с 1920-х годов Арпад Сакашич в 1948 − 1950 годах был президентом страны.
После второй мировой войны в странах Восточной Европы движение эсперантистов подверглось гонениям со стороны властей, в частности, в Венгрии в 1950 году оно было запрещено. Возрождение эсперанто-движения в Венгрии началось с середины 1950-х годов, особенно после восстания 1956 года, когда режим Я. Кадара смягчил внутреннюю политику.
18 сентября 1955 года в Будапеште был создан Венгерский Консультативный комитет эсперантистов, переименованный затем в (эсп. Hungarlanda Esperanto-Konsilantaro, HEK), президентом которого был избран Дьюла Баги. В президиум были также избраны К. Калочаи, Л. Мартон, П. Балкани, Л. Домокош. Основную организационную работу вёл Л. Мартон, как генеральный секретарь. НЕК проводил свои заседания ежемесячно в Будапеште.
НЕК работал до сентября 1960 года, когда была основана Венгерская Эсперанто-Ассоциация (HEA).

## Основные цели
- распространение эсперанто как международного языка в Венгрии, поддержка его использования, защита интересов эсперантистов;
- защита языкового равенства, борьба против языковой дискриминации.

В состав HEA на правах коллективных членов входит ряд провинциальных эсперанто-ассоциаций Венгрии, а также Венгерская ассоциация эсперантистов-железнодорожников.

## Руководство
15 ноября 2008 года Ассамблея HEA избрала новым президентом Имре Сабо, и новый состав правления.
В настоящее время в правление HEA входят:
- Анна Бартек
- Йожеф Эжени
- Ференц Харнёс
- Эдит Линдвурм
- Янош Надь,
- Энико Ченго Серегине.

## Издательская деятельность
В 1987 году был издан на эсперанто роман «Sur kampo granita» («На гранитном поле») Иштвана Немере.